# Ulica Świętokrzyska w Warszawie

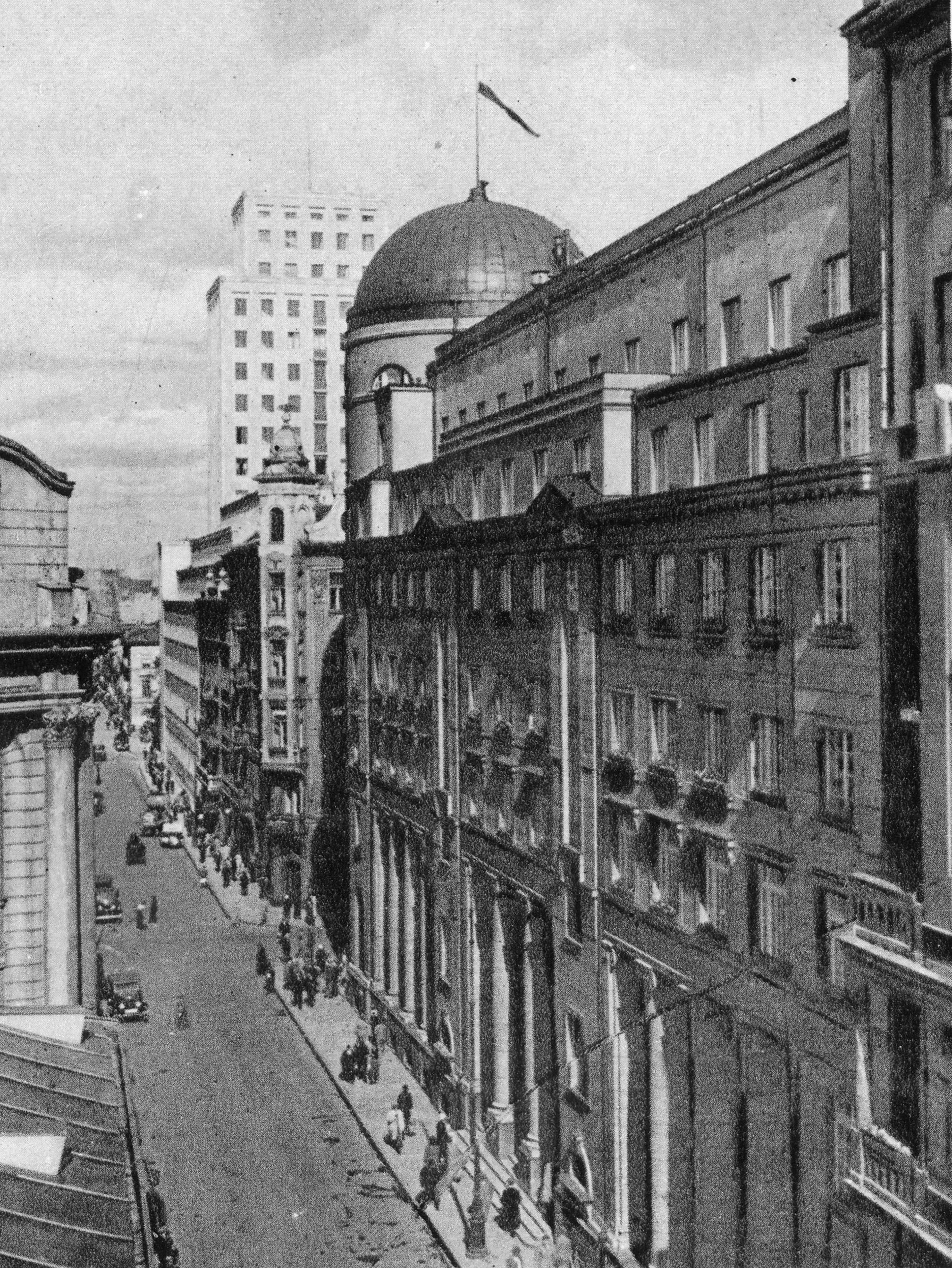
Ulica Świętokrzyska przed 1939, widok w kierunku wschodnim

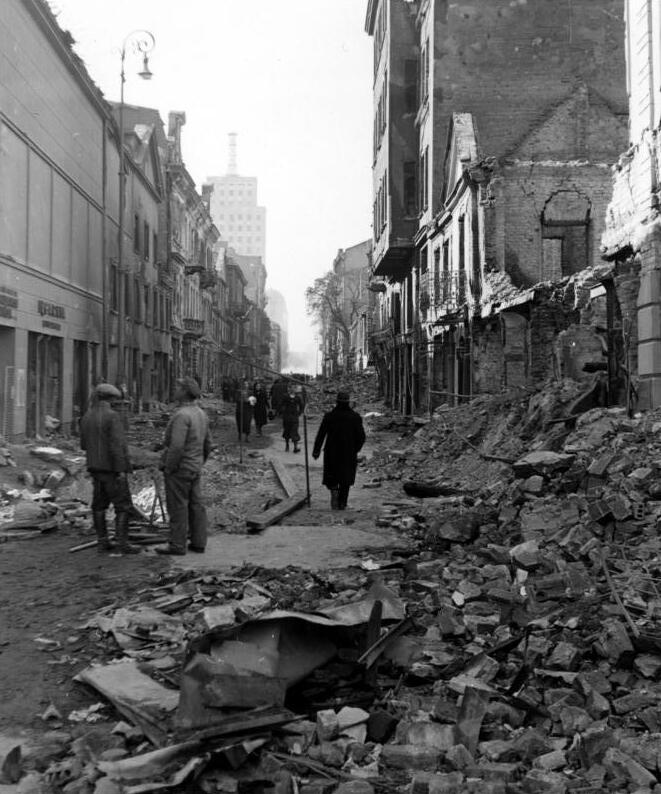
Ulica w listopadzie 1939, w oddali widoczny gmach Prudentialu

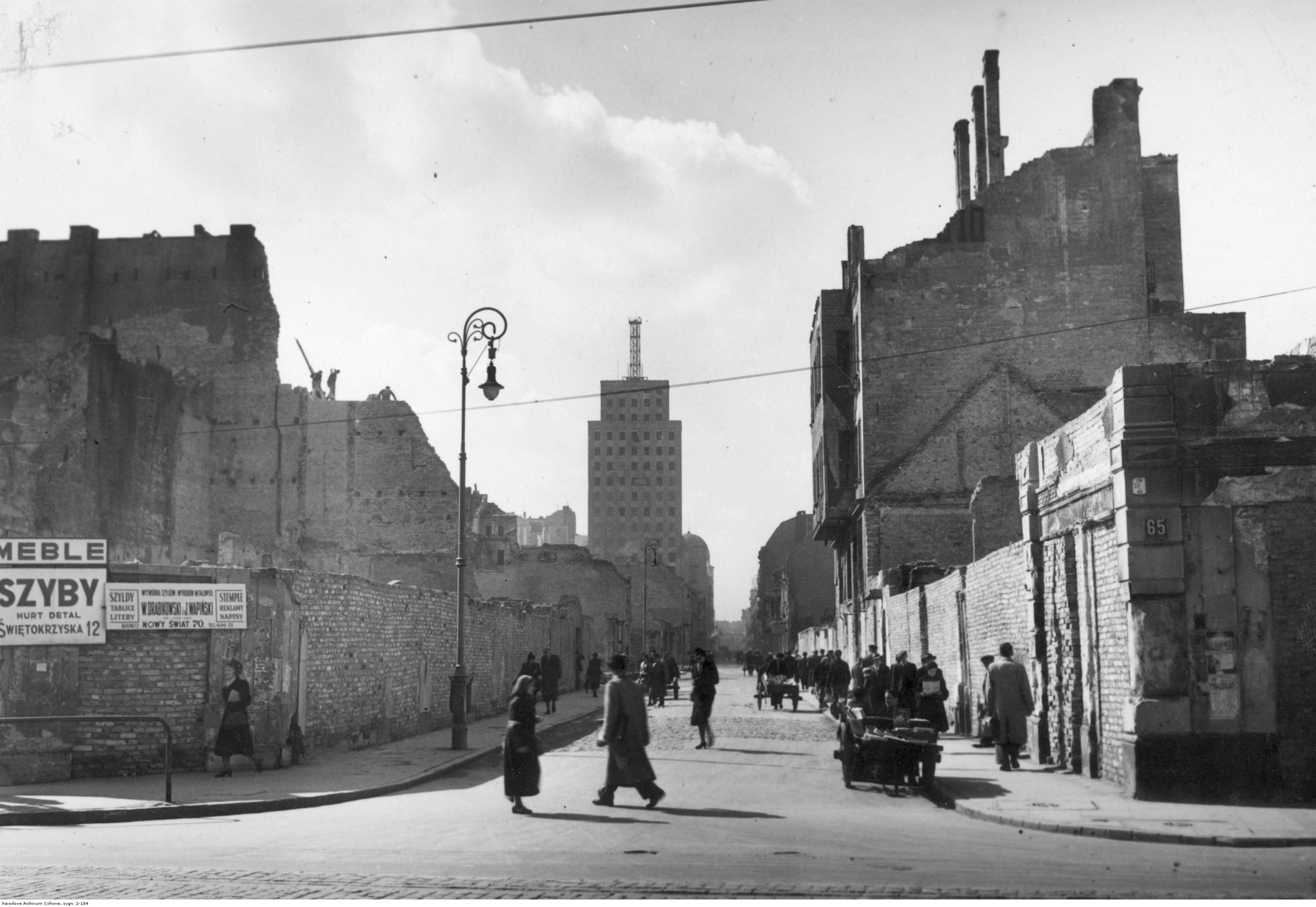
Ulica po odgruzowaniu w 1939

Ulica Świętokrzyska – ulica w dzielnicy Śródmieście w Warszawie.

## Historia
Ulica jest dawną drogą narolną, która rozdzielała grunty książęce od włók Kałęczyna. Nazwa, potwierdzona urzędowo w 1770, pochodzi pośrednio od kościoła św. Krzyża. W XVIII w. działający tam księża misjonarze założyli w pobliżu obecnej ulicy Czackiego folwark zwany Świętokrzyskim, przez który biegła obecna ulica.
Drewniana zabudowa ulicy została zniszczona w 1656 podczas potopu szwedzkiego.
W połowie XVIII wieku ulica została wybrukowana, a w czasach Królestwa Polskiego – została zabudowana dwupiętrowymi kamienicami. W 1828 w rejonie Świętokrzyskiej i ówczesnego placu Dzieciątka Jezus powstała duża fabryka metalurgiczna Karola Mintera wraz z pałacykiem właściciela. W 1868 w zabudowaniach dawnej fabryki uruchomiono pocztę.
Od końca XIX wieku do wybuchu II wojny światowej ulica na odcinku pomiędzy Nowym Światem a ulicą Jasną była znana w Warszawie jako miejsce handlu starymi i używanymi książkami. Działało tutaj kilkanaście antykwariatów. Właścicielami większości z nich byli warszawscy Żydzi. Ulica była wąska i nie kursowały nią ani tramwaje, ani autobusy.
W latach 1922–1923 na rogu ulic Świętokrzyskiej i Jasnej wzniesiono gmach Pocztowej Kasy Oszczędności zaprojektowany przez Józefa Handzlewicza. Był to jeden z nielicznych budynków wzniesionych w Warszawie bezpośrednio po odzyskaniu niepodległości przez Polskę w 1918. Gmach został rozbudowany w latach 30. w kierunku ulicy Marszałkowskiej. W latach 1938–1939 przy skrzyżowaniu z ulicą Marszałkowską wzniesiono kolejny gmach banku zaprojektowany przez B. Szmidta.
Duża część zabudowy ulicy została zniszczona podczas obrony Warszawy we wrześniu 1939. Na odcinku od ulicy Nowy Świat do ulicy Czackiego w wyniku niemieckich bombardowań nie ocalał żaden budynek. 
W grudniu 1940 roku rozpoczęto usuwanie z odcinka ulicy łączącego ulicę Bagno z ulicą Marszałkowską niewykorzystywanych od 1936 roku torów tramwajowych. 
Kolejne zniszczenia przyniósł rok 1944. W czasie powstania warszawskiego od 4 sierpnia do 5 września w gmachu PKO mieścił się m.in. Sztab Komendy Okręgu Warszawa Armii Krajowej.
Podczas odbudowy Warszawy zadecydowano się poszerzyć wąską ulicę do 42 metrów poprzez wchłonięcie jej północnej pierzei wraz z wylotami ulic Mazowieckiej, Jasnej i Czackiego oraz przebić ją przez Nowy Świat do ul. Kopernika, w stronę Powiśla. Ze strony zachodniej w 1955 przedłużono ulicę od ulicy Bagno – gdzie od połowy XVIII wieku kończyła się Świętokrzyska – do ul. Juliana Marchlewskiego (obecnie al. Jana Pawła II). To sprawiło, że Świętokrzyska stała się jedną z ważniejszych arterii komunikacyjnych w Śródmieściu.
W 1948 w rejonie ulic Świętokrzyskiej, Wareckiej i placu Powstańców Warszawy rozpoczęto, prowadzoną etapami, budowę kompleksu budynków Narodowego Banku Polskiego. W latach 50. po południowej stronie ulicy w rejonie placu Defilad urządzono park Świętokrzyski.
W latach 1961–1967 w rejonie ulic Świętokrzyskiej, Marchlewskiego, Twardej i Emilii Plater zbudowano osiedla mieszkaniowe „Emilia” i „Mariańska” zaprojektowane przez Alinę Kosecką, Czesława Wegnera, Lecha Robaczyńskiego, Hannę Lewicką i Wojciecha Piotrowskiego. Najbardziej znanym z bloków osiedla jest znajdujący się na rogu Świętokrzyskiej i Emilii Plater jedenastopiętrowy budynek o charakterystycznym trójkątnym kształcie, nazywany „Igrekiem” lub „Wiatrakiem” (ul. Emilii Plater 55). Przeznaczony dla 920 osób, był to wtedy największy budynek mieszkalny w Warszawie.
W czerwcu 2011 rozpoczęto pod ulicą budowę linii M2 warszawskiego metra (odcinek ze stacjami Rondo ONZ, Świętokrzyska i Nowy Świat-Uniwersytet). Na czas budowy ulica na odcinku od Nowego Światu do ronda ONZ została zamknięta dla ruchu kołowego. Ponowne otwarcie po modernizacji nastąpiło 30 września 2014. Zwężono jezdnię ulicy (od ronda ONZ do ul. Marszałkowskiej do dwóch pasów ruchu, a od ul. Marszałkowskiej do ul. M. Kopernika − do jednego pasa ruchu w każdym kierunku).
W październiku 2015 przy skrzyżowaniu z ul. Nowy Świat powstała pierwsza w Warszawie śluza rowerowa.
Na początku grudnia 2024 roku powstała iluminacja na ul. Świętokrzyskiej, która nawiązywała do lat 50. i 60. XX wieku. W jej skład wchodziły m.in. charakterystyczne dla okresu PRL-u stare lampki choinkowe, bombki w kształcie muchomorów i kryształy. Innymi akcentami retro był to telefon z tarczą, uliczny saturator, sklepowa waga odważnikowa czy telewizor Belweder.

## Ważniejsze obiekty
- Pomnik „Solidarności”
- XXXVII Liceum Ogólnokształcące im. Jarosława Dąbrowskiego (nr 1)
- Dawny Warszawski Szpital dla Dzieci
- Pałac Staszica
- Pałac Zamoyskich
- Gmach Ministerstwa Finansów
- Stacja metra Nowy Świat-Uniwersytet
- Gmach Narodowego Banku Polskiego z Centrum Pieniądza NBP im. Sławomira S. Skrzypka (nr 11/21)
- Polski Komitet Normalizacyjny
- Hotel Warszawa (d. Prudential)
- Centrum Jasna, siedziba m.in. Przedstawicielstwa Komisji Europejskiej w Polsce (ul. Jasna 14/16a)
- Urząd Pocztowy Warszawa 1, d. gmach Pocztowej Kasy Oszczędności (nr 31/33)
- Stacja metra Świętokrzyska
- Biurowiec Central Point
- Pomnik granic getta (na skwerze mjr. Bolesława Kontryma „Żmudzina”)
- Park Świętokrzyski
- Budynek Igrek i osiedle Mariańska
- Warsaw Financial Center
- Biurowiec Skysawa
- Stacja metra Rondo ONZ
- Biurowiec Rondo 1

## Inne informacje
- W wieżowcu nr 35 przez wiele lat działał bar „Hortexu”, który zagrał m.in. w serialu Czterdziestolatek[23].
- W bloku nr 32 mieszkali Kazimierz Górski, Lucjan Brychczy, Jacek Gmoch i Kazimierz Deyna[24][25].